# Tully-Gorge-Nationalpark
Der Tully-Gorge-Nationalpark (englisch Tully Gorge National Park) ist ein 598,6 Quadratkilometer großer Nationalpark in Queensland, Australien. Aufgrund einer Vielzahl von endemischen Vogelspezies ist der Park ein Teil der Wooroonooran Important Bird Area und des UNESCO-Weltnaturerbe Wet Tropics of Queensland.

## Lage
Der Park befindet sich in der Region North Queensland und liegt etwa 60 Kilometer westlich von Innisfail und 90 Kilometer südwestlich von Cairns. Der Tully-Falls-, Wooroonooran-, Japoon- und Koombooloomba-Nationalpark liegen in unmittelbarer Nachbarschaft. Mit dem Fahrzeug ist der Park über eine 35 km lange Zufahrtsstraße, die bei Tully vom Bruce Highway abzweigt, zu erreichen.

## Beschreibung
Die Tully Gorge (dt.: Tully Schlucht) ist eine der feuchtesten Gebiete in den Wet Tropics. Der Tully River mit seinen zahlreichen Zuflüssen stürzt die Hänge der Cardwell Range herunter und fließt in der mit dichten tropischen Regenwald bewachsenen Schlucht Richtung Meer. Ein kurzer Wanderweg führt von der Tully Gorge Campingplatz durch den Regenwald, wo man vor allem in der Zeit zwischen September und Februar Schmetterlinge beobachten kann. Ein anspruchsvollere Wanderung beginnt in der Nähe der Stadt Tully und führt auf den 678 Meter hohen Gipfel des Mount Tyson mit schönen Ausblicken auf die Küste und die vorgelagerte Hinchinbrook Island. Eine weitere Attraktion ist das Alligators Nest, benannt nicht nach dem Reptil, sondern nach der Pfadfindergruppe The Alligators, eine sandige Badestelle 6 Kilometer nördlich von Tully. Im Park befinden sich zwei Campingplätze.